# 엔트리 그레이드
엔트리 그레이드(영어: Entry Grade, EG, 일본어: エントリーグレード)는 반다이가 발매하는 프라모델 시리즈의 브랜드 이름이다. EG 브랜드의 건프라는 기본적으로 애니메이션 작품 《건담 시리즈》에 등장하는 모빌 슈트(MS)의 1/144 스케일 모델을 주력 상품으로 하고 있다. EG는 프라모델에 입문하는 사람을 대상으로 하는 브랜드이며, 별도의 니퍼 같은 공구없이 손으로 부품(파츠)을 런너에서 떼어낼 수 있는 터치 게이트 방식이 적용되었다. 가동성과 색분할이 뛰어나며 HG에서 스티커를 붙이던 눈같은 부분이 부품 분할로 재현되어 있다. 말그대로 차세대 건프라로 40년 동안 쌓아온 기술력으로 간단한 조립과 고품질을 구현했다. 건프라를 기준으로 HG가 평균적으로 약 130개의 부품으로 구성되어 있는 반면, EG는 약 90개의 부품으로 구성되어 있다. 

## 라인업

### 일반판
다음의 표는 일반판으로 발매된 제품들이다.
| No. | 제품명                               | 발매일                | 가격 (세금 제외) | 가격 (세금 포함) | 비고 |
| --- | ------------------------------------ | --------------------- | ---------------- | ---------------- | --- |
|     | RX-78-2 건담 (라이트 패키지 Ver.)    | 2020년 12월 19일 발매 | 500엔            | 550엔            | 총67개 파츠로 색분할을 재현, 무장은 부속되지 않음                                                                                        |
|     | RX-78-2 건담                         | 2020년 12월 19일 발매 | 700엔            | 770엔            | 빔 라이플 1개, 실드 1개 부속 |
|     | RX-78-2 건담 (풀 웨폰 세트)          | 2021년 12월 4일 발매  | 1,000엔          | 1,100엔          | 전체적인 사출색이 애니메이션 색상으로 변경됨. 빔 라이플 1개, 실드 1개, 빔 사벨 1개, 하이퍼 바주카 1개, 빔 자벨린 1개, 건담 해머 1개 부속 |
|     | 스트라이크 건담 (라이트 패키지 Ver.) | 2021년 12월 17일 발매 | 500엔            | 550엔            | 총79개 파츠로 색분할을 재현, 아머 슈나이더 2개 부속                                                                                      |
|     | 스트라이크 건담                      | 2022년 1월 15일 발매  | 700엔            | 770엔            | 빔 라이플 1개, 실드 1개 부속 |
|     | 뉴 건담                              | 2022년 4월 9일 발매   | 1,000엔          | 1,100엔          | 빔 라이플 1개, 실드 1개, 마킹 씰 1개 부속                                                                                                |

## 같이 보기
- 건프라
- 하이 그레이드 (HG)
- 리얼 그레이드 (RG)